# I Was Made for Loving You
"I Was Made for Loving You" é uma canção gravada pela cantora norte-americana Tori Kelly com participação do músico inglês Ed Sheeran, com quem co-escreveu e co-produziu o tema para o seu álbum de estreia Unbreakable Smile (2015), no qual foi inclusa como a sétima faixa do alinhamento. Aquando do seu lançamento, a faixa conseguiu entrar em tabelas musicais de singles ao redor do mundo devido a um registo intenso de actividade em plataformas digitais e redes sociais.

## Desempenho nas tabelas musicais
| País — Tabela musical (2015)                                  | Posição de pico |
| ------------------------------------------------------------- | --------------- |
| Canadá — Top 100 Songs (Billboard)                            | 64              |
| Escócia — Official Scottish Singles Sales Chart Top 100 (OCC) | 50              |
| Estados Unidos — Bubbling Under Hot 100 Singles (Billboard)   | 10              |
| Nova Zelândia — Top 40 Singles Chart (RMNZ)                   | 21              |
| Reino Unido — Official Singles Chart Top 100 (OCC)            | 142             |

Certificações e vendas
| Região — Associação (Vendas)    | Certificação |
| ------------------------------- | ------------ |
| Estados Unidos — RIAA (500 000) | Ouro         |